# Tanečnice (film, 2016)
Tanečnice (francouzsky: La Danseuse) je francouzský biografický historický film z roku 2016. Režírovala a napsala jej Stéphanie Di Giusto, která se spolupodílela na scénáři s Thomasem Bidegainem a Sarah Triebaud na základě novely od Giovanniho Lista. Hlavní roli ztvárnila francouzská zpěvačka a herečka SoKo. Dále hrají Gaspard Ulliel, Mélanie Thierry, Lily-Rose Depp, François Damiens a William Houston. Film byl uveden v roce 2016 na filmovém festivalu v Cannes v kategorii Un certain regard (Určitý pohled).

## Děj
Film vypráví o životě Loie Fuller, zapomenuté tanečnici slavné v době pařížské secese. Začátek filmu sleduje Louise Fuller ve své domovině ve Spojených státech, kde se snaží vybudovat si kariéru jako herečka a tanečnice. Díky svým inovacím a experimentům s kostýmem a osvětlováním si vytvoří svůj originální tanec a získává první úspěch. Záhy je ovšem nahrazena imitátory, takže se rozhodne hledat svou slávu v Evropě. Skrytá v hedvábných šatech s pažemi prodlouženými bambusovými tyčemi se jí svým tancem podaří naprosto uhranout pařížské publikum. Stává se ikonou a uměleckou múzou jedné generace. Učí a sponzoruje další nadané tanečnice. Ji samotnou ničí fyzická námaha, spojená s náročným tancem, ale Loise, která je známá pod jménem Loie, nic nezastaví ve své touze tančit. 

## Natáčení
Herečka SoKo zvládla všechny taneční choreografie sama, pod vedením choreografky Jody Sperling. Film se natáčel i v Česku a to v Obecním domě, který posloužil jako prostory pro francouzský kabaret Folies Bergère, a v hotelu Evropa. 

## Obsazení
| SoKo             | Loie Fuller    |
| Lily-Rose Depp   | Isadora Duncan |
| Mélanie Thierry  | Gabrielle      |
| Gaspard Ulliel   | Louis          |
| William Houston  | Rud            |
| François Damiens | Marchand       |

## Ocenění a nominace
| Cena           | Kategorie                         | Oceněný         | Výsledek  |
| -------------- | --------------------------------- | --------------- | --------- |
| César          | Nejlepší herečka                  | SoKo            | nominace  |
| César          | Nejlepší herečka ve vedlejší roli | Mélanie Thierry | nominace  |
| César          | Nejslibnější herečka              | Lily-Rose Depp  | nominace  |
| César          | Nejlepší filmový debut            |                 | nominace  |
| César          | Nejlepší kostýmy                  | Anaïs Romand    | vítězství |
| César          | Nejlepší výprava                  | Carlos Conti    | nominace  |
| Lumières Award | Nejlepší herečka                  | SoKo            | nominace  |
| Lumières Award | Nejslibnější herečka              | Lily-Rose Depp  | nominace  |
| Lumières Award | Nejlepší film                     |                 | nominace  |
| Lumières Award | Nejlepší kinematografie           | Benoît Debie    | nominace  |